# Kalāteh-ye Kāz̧em (ort)
Kalāteh-ye Kāz̧em (persiska: کلاته کاظم, Kalāteh-e Kāz̧em) är en ort i Iran.   Den ligger i provinsen Khorasan, i den nordöstra delen av landet, 800 km öster om huvudstaden Teheran. Kalāteh-ye Kāz̧em ligger 1 467 meter över havet och antalet invånare är 816.
Terrängen runt Kalāteh-ye Kāz̧em är huvudsakligen platt, men österut är den kuperad.Runt Kalāteh-ye Kāz̧em är det ganska glesbefolkat, med 30 invånare per kvadratkilometer. Kalāteh-ye Kāz̧em är det största samhället i trakten. Omgivningarna runt Kalāteh-ye Kāz̧em är i huvudsak ett öppet busklandskap.